# PSA Super Series Finals 2008/09
Die 16. PSA Super Series Finals der Herren fanden vom 14. bis 17. März 2009 in London, Vereinigtes Königreich statt. Das Turnier gehörte zur PSA World Tour 2008/09 und war mit 110.000 US-Dollar dotiert. Die acht bestplatzierten Spieler der Super Series qualifizierten sich für diesen Wettbewerb.
Grégory Gaultier gelang es seinen Titel aus dem Vorjahr zu verteidigen. Im Endspiel besiegte er Thierry Lincou mit 11:6, 8:11, 11:5 und 11:5. Es war sein zweiter Titel bei diesem Turnier.

## Ergebnisse

### Gruppe A

#### Tabelle
| Pos. | Setzliste | Spieler          | Spiele | Sätze | Punkte  |
| ---- | --------- | ---------------- | ------ | ----- | ------- |
| 1    | 4         | Grégory Gaultier | 3:0    | 9:2   | 112:73  |
| 2    | 1         | Karim Darwish    | 2:1    | 7:5   | 114:108 |
| 3    | 6         | David Palmer     | 1:2    | 4:7   | 91:108  |
| 4    | 8         | Wael El Hindi    | 0:3    | 3:9   | 89:117  |

#### Ergebnisse
| Spieler          | Spieler       | Ergebnis                     |
| ---------------- | ------------- | ---------------------------- |
| Grégory Gaultier | David Palmer  | 11:7, 3:11, 11:6, 11:2       |
| Karim Darwish    | Wael El Hindi | 11:6, 11:7, 5:11, 6:11, 11:5 |
| Grégory Gaultier | Wael El Hindi | 11:3, 11:5, 11:6             |
| Karim Darwish    | David Palmer  | 11:3, 15:13, 11:9            |
| David Palmer     | Wael El Hindi | 7:11, 11:6, 11:9, 11:9       |
| Grégory Gaultier | Karim Darwish | 10:12, 11:5, 11:9, 11:7      |

### Gruppe B

#### Tabelle
| Pos. | Setzliste | Spieler         | Spiele | Sätze | Punkte  |
| ---- | --------- | --------------- | ------ | ----- | ------- |
| 1    | 7         | Thierry Lincou  | 2:1    | 8:4   | 118:87  |
| 2    | 2         | Amr Shabana     | 2:1    | 6:4   | 90:81   |
| 3    | 5         | James Willstrop | 2:1    | 7:6   | 113:117 |
| 4    | 3         | Ramy Ashour     | 0:3    | 2:9   | 78:114  |

#### Ergebnisse
| Spieler         | Spieler         | Ergebnis                     |
| --------------- | --------------- | ---------------------------- |
| Thierry Lincou  | Amr Shabana     | 11:3, 11:9, 11:5             |
| James Willstrop | Ramy Ashour     | 7:11, 11:6, 11:8, 11:8       |
| Amr Shabana     | James Willstrop | 7:11, 11:6, 11:8, 11:8       |
| Thierry Lincou  | Ramy Ashour     | 11:7, 11:7, 8:11, 11:5       |
| Amr Shabana     | Ramy Ashour     | 11:9, 11:4, 11:2             |
| James Willstrop | Thierry Lincou  | 11:8, 11:8, 4:11, 3:11, 11:6 |

### Finale
| Spieler          | Spieler        | Ergebnis               |
| ---------------- | -------------- | ---------------------- |
| Grégory Gaultier | Thierry Lincou | 11:6, 8:11, 11:5, 11:5 |